# Wapens van Brunswijk en Lüneburg
De wapens van Brunswijk en Lüneburg waren de heraldische symbolen van de hertogdommen Brunswijk en Lüneburg en het latere koninkrijk Hannover.

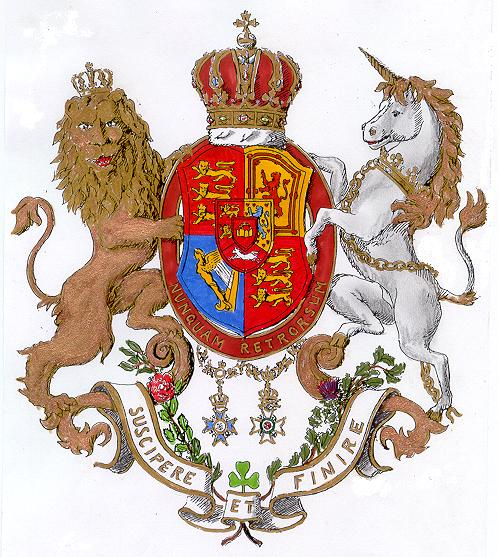
Koninkrijk Hannover
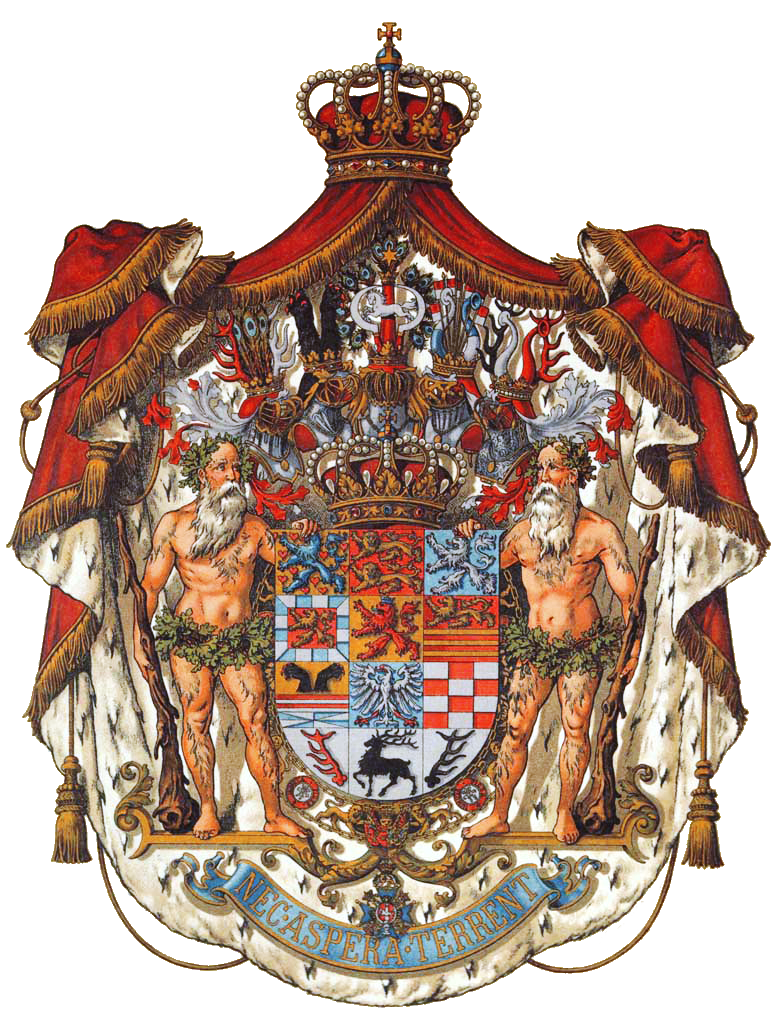
Groot wapen van het hertogdom Brunswijk
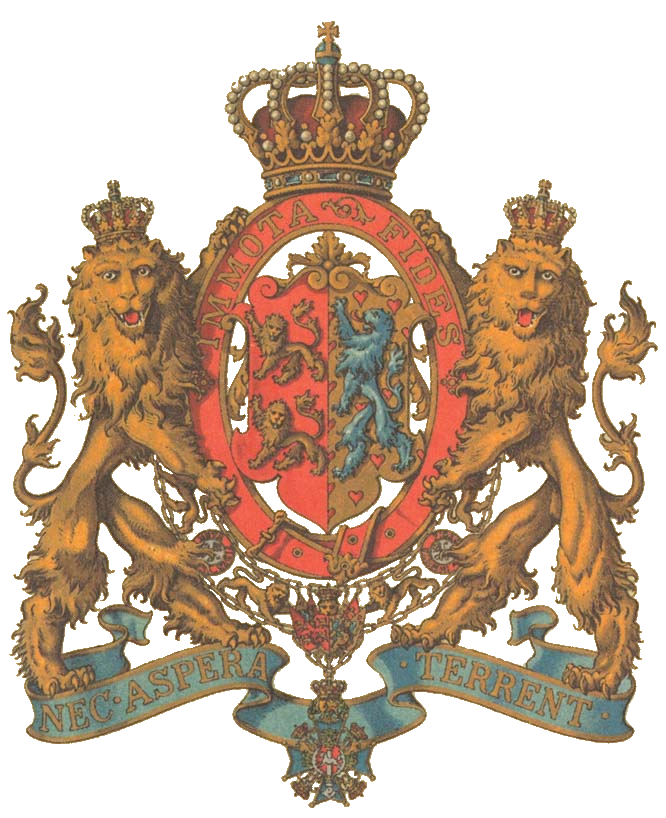
Klein wapen van het hertogdom Brunswijk

## Stamwapens van Brunswijk en Lüneburg
In 1235 werd Otto I door de keizer tot hertog van Brunswijk en Lüneburg verheven. Hij was de kleinzoon van de afgezette hertog Hendrik de Leeuw van Saksen en Beieren. Zijn koninklijke afkomst werd geaccentueerd door de wapens die voor Brunswijk en Lüneburg werden ontworpen.
Het wapen van Brunswijk bestond uit twee gouden luipaarden in een rood veld en was afgeleid van het wapen van Engeland vanwege het huwelijk van Hendrik de Leeuw met Mathilde van Engeland.
Het wapen van Lüneburg bestond uit een blauwe leeuw op een goud veld, dat bestrooid was met rode harten.Het was afgeleid van het wapen van Denemarken: de moeder van Otto was prinses Helena van Denemarken.

Koninkrijk Engeland
Hertogdom Brunswijk
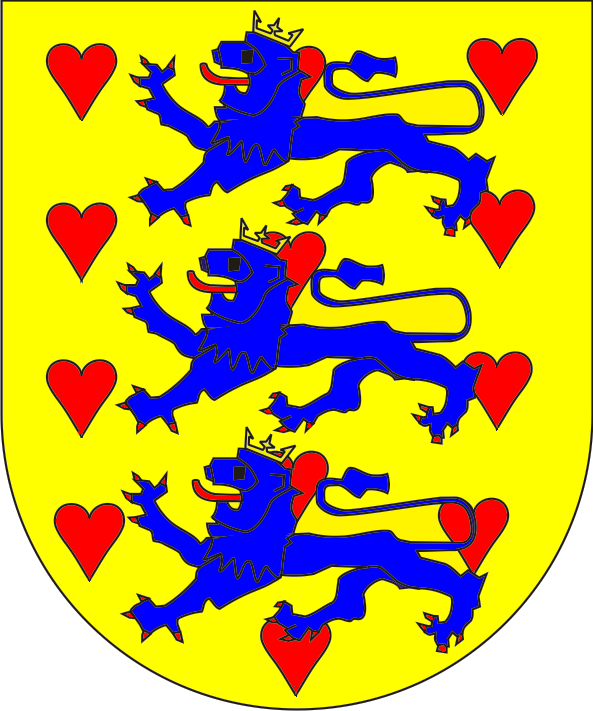
Koninkrijk Denemarken
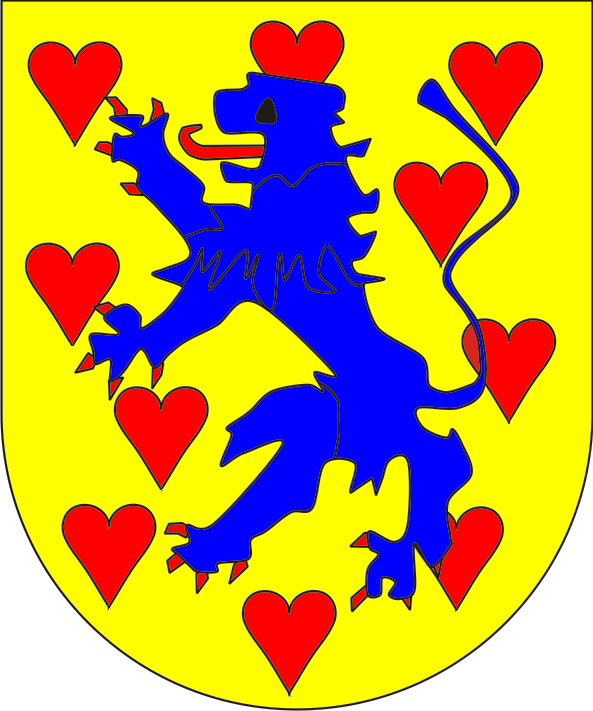
Hertogdom Lüneburg
Hertogdom Brunswijk-Lüneburg
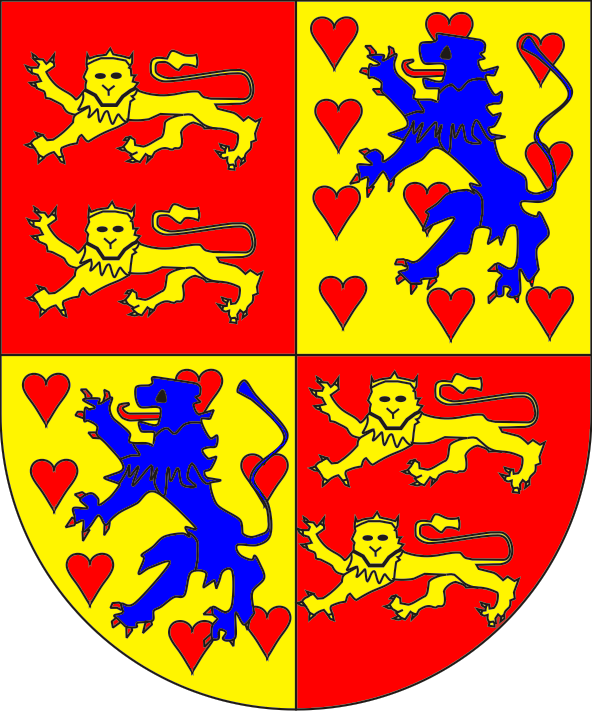
Hertogdom Brunswijk-Lüneburg (1367-1482)

## Verwerving van Eberstein en Homburg
Hertog Bernhard I uit de middelste tak Lüneburg kocht in 1409 de heerlijkheid Homburg, waarvan de heren in 1408 waren uitgestorven. Zijn zoon Otto III was gehwud met gravin Elizabeth van Eberstein, waardoor hij in 1408 in het bezit kwam van het graafschap Eberstein. De hertogen uit de middelste tak Lüneburg namen beide wapens in 1482 op in hun wapen. Hun nakomelingen, de latere keurvorsten van Hannover en de hertogen van Brunswijk bleven dit doen.

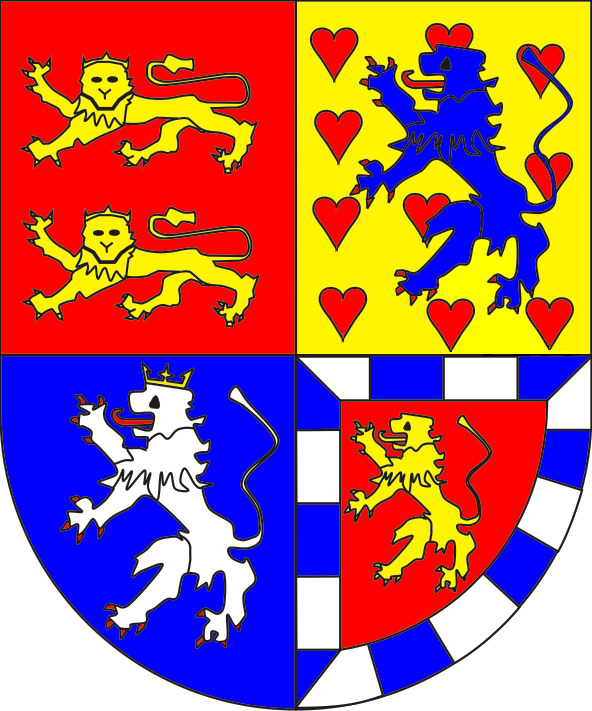
Brunswijk-Lüneburg (1482-1582)
Graafschap Eberstein
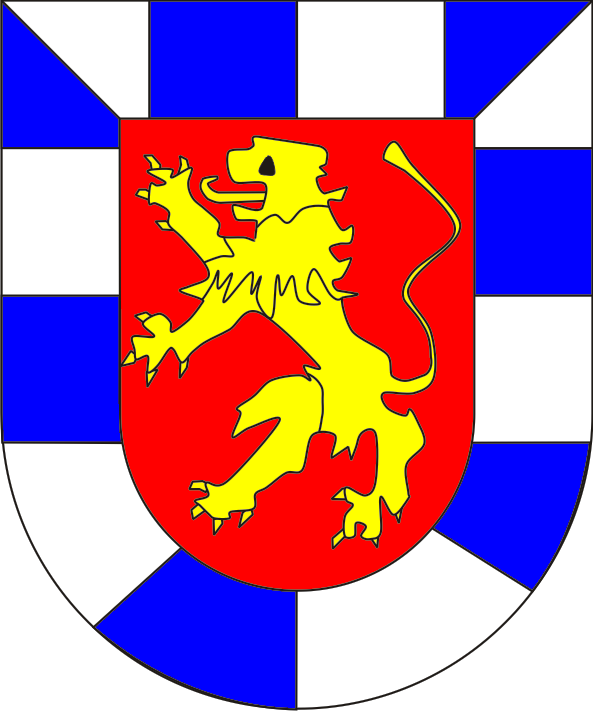
Heerlijkheid Homburg

## Verwerving van het graafschap Hoya
In 1582 stierf met graaf Otto VIII het huis Hoya uit. De helft van het graafschap Hoya kwam aan hertog Wilhelm van Brunswijk-Celle uit de middelste tak Lüneburg, de andere helft kwam aan hertog Julius van Brunswijk-Wolfenbüttel uit de middelste tak Brunswijk. De wapens van het graafschap Hoya en de daarmee verbonden heerlijkheden Alt-Bruchhausen en Neu-Bruchhauden werden toegevoegd aan de wapens van beide takken. Brunswijk-Wolfenbüttel voerde dit wapen tot 1596 en Brunswijk-Harburg tot 1624.

Hoya (1575-1582)
Graafschap Hoya
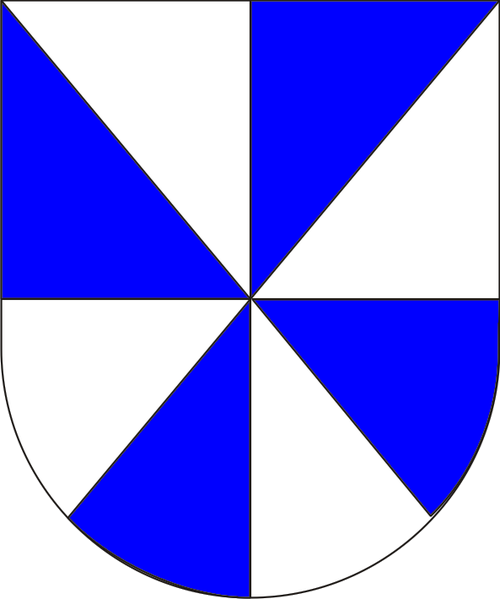
Heerlijkheid Alt-Bruchhausen
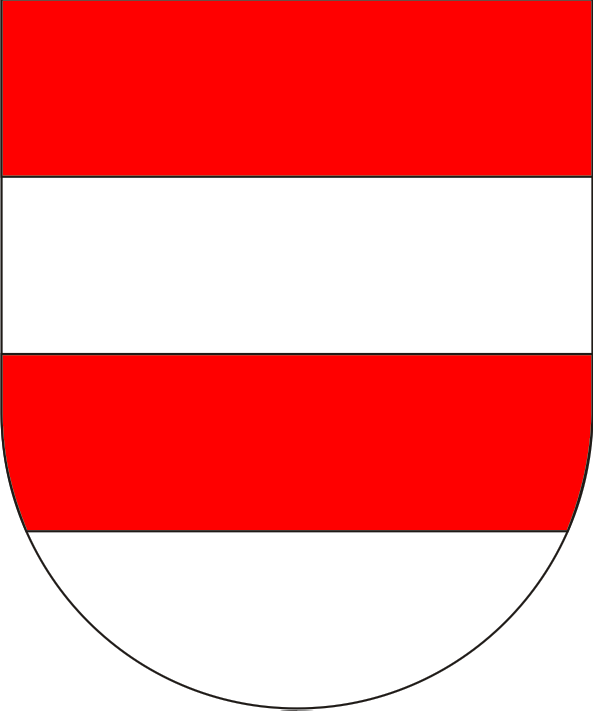
Heerlijkheid Neu-Bruchhausen
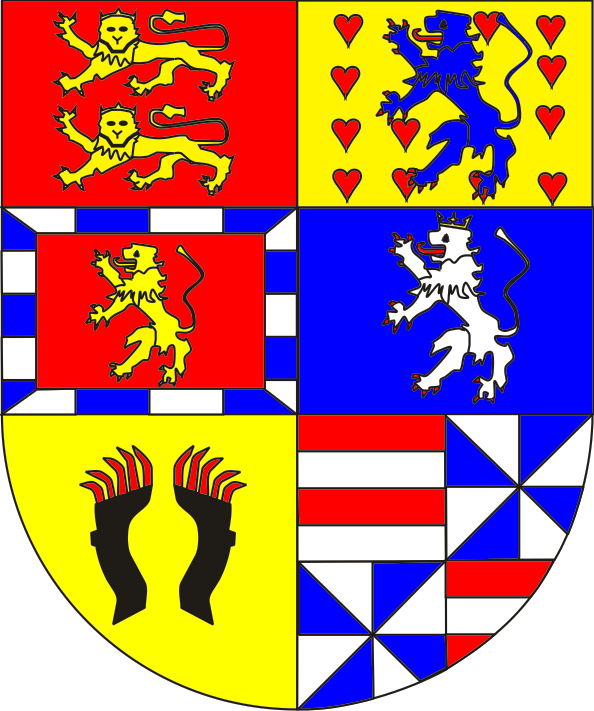
Brunswijk-Wolfenbüttel (1582-1596)

## Verwerving van het graafschap Hohnstein
In 1593 stierf de tak Klettenberg van de graven van Hohnstein uit. De graven van Stolberg erfde het graafschap, maar Brunswijk maakte als leenheer ook aanspraak op het graafschap. In 1596 namen de hertogen van brunswijk-Wolfenbüttel de wapens in hun wapen op. Uiteindelijk werd het graafschap verdeeld tuusen Brunswijk en Stolberg.

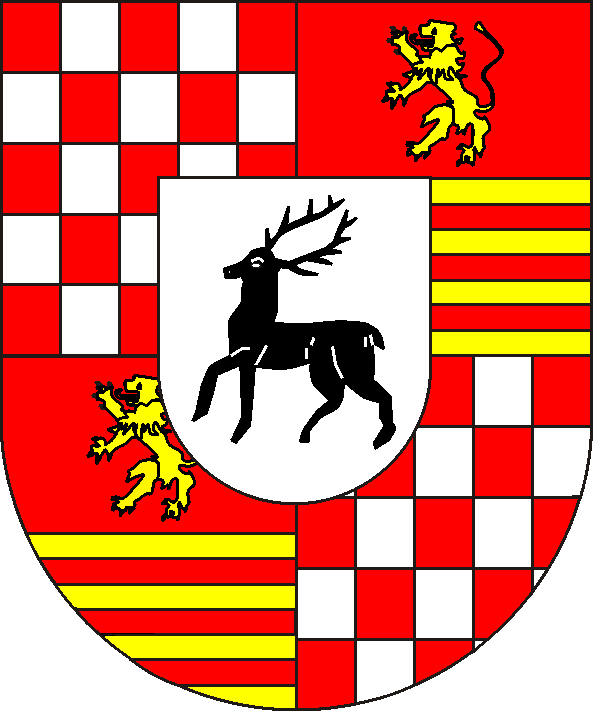
Hohnstein-Klettenberg
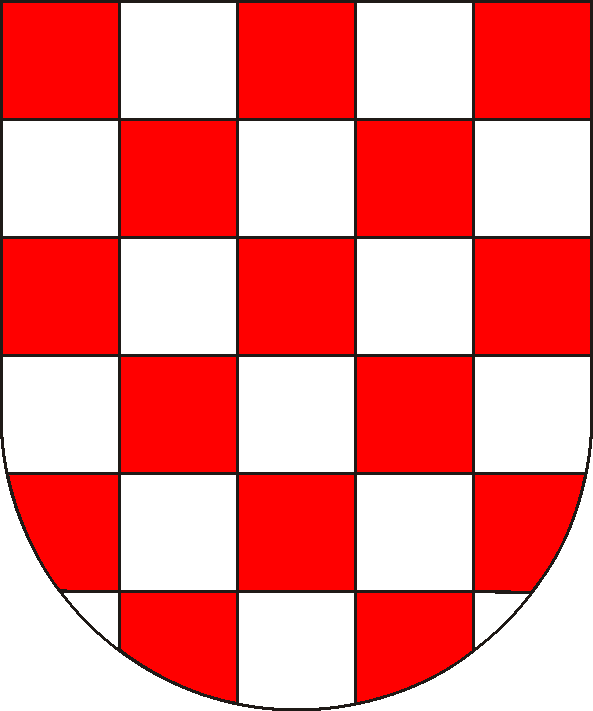
Graafschap Hohnstein
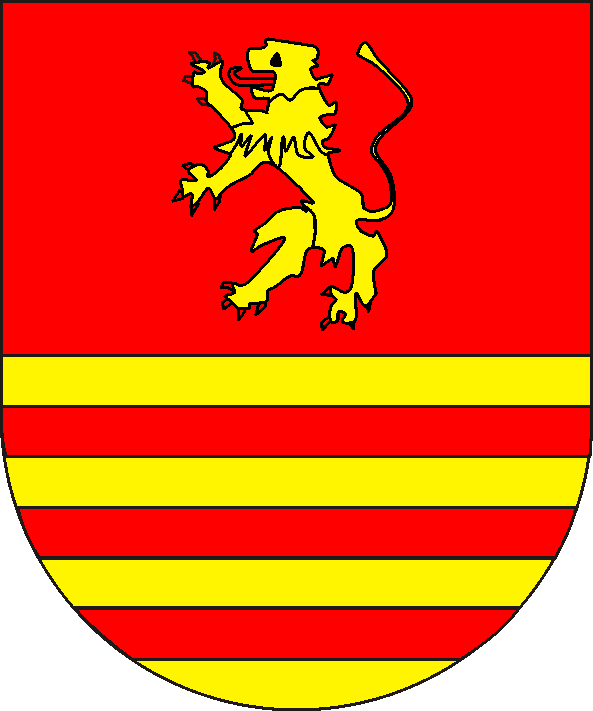
Graafschap Lauterberg
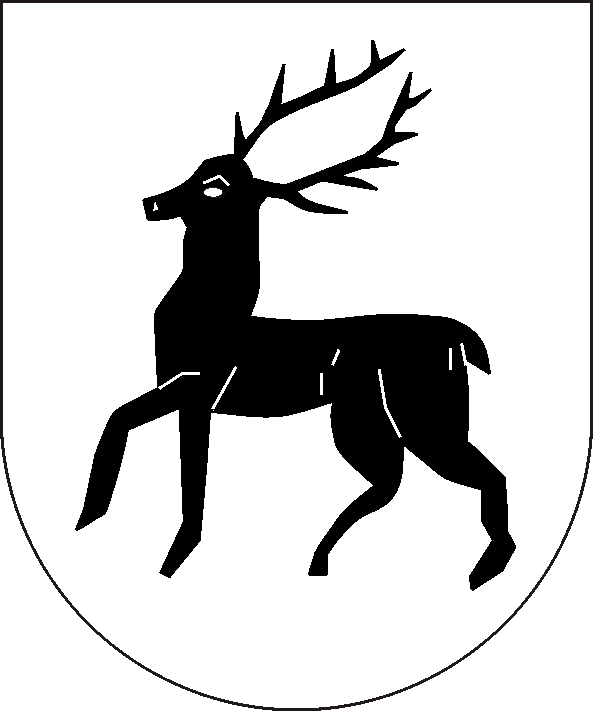
Graafschap Klettenberg
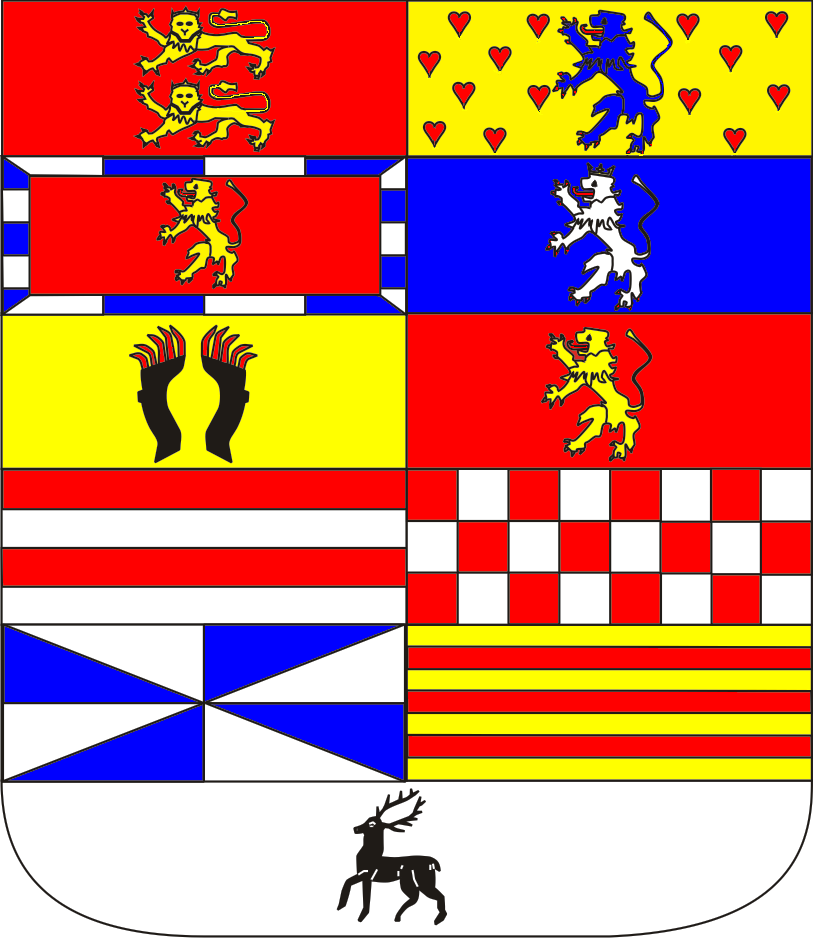
Brunswijk-Wolfenbüttel (1596-1599)

## Verwerving van het graafschap Blankenburg
In 1599 stierven met graaf Johan Ernst de graven van Blankenburg uit. Het graafschap kwam aan Brunswijk-Wolfenbüttel als vrijgekomen leen. Ook de wapens van de graven van Blankenburg werden toegevoegd. Na de dood van hertog Hendrik Julius in 1613 werd de rangschikking door zijn opvolger Frederik Ulrich gewijzigd. Met deze hertog stierf het middelste huis Brunswijk (te Wolfenbüttel) in 1634 uit.

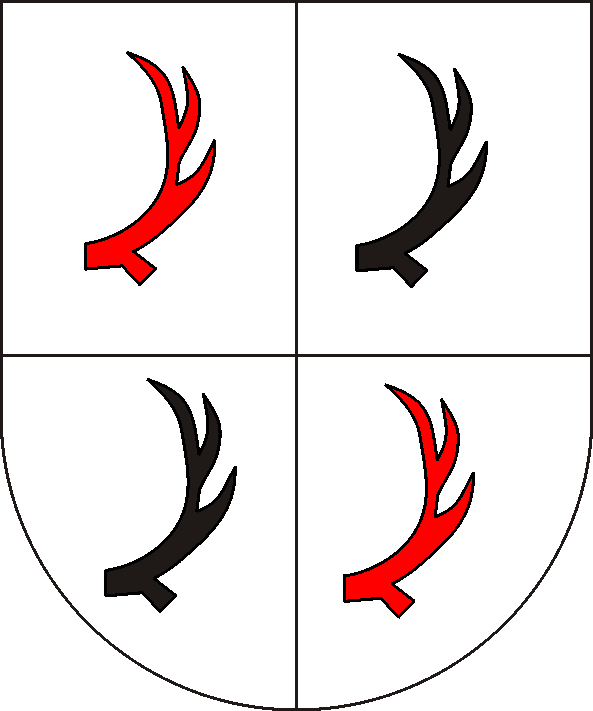
Blankenburg-Regenstein
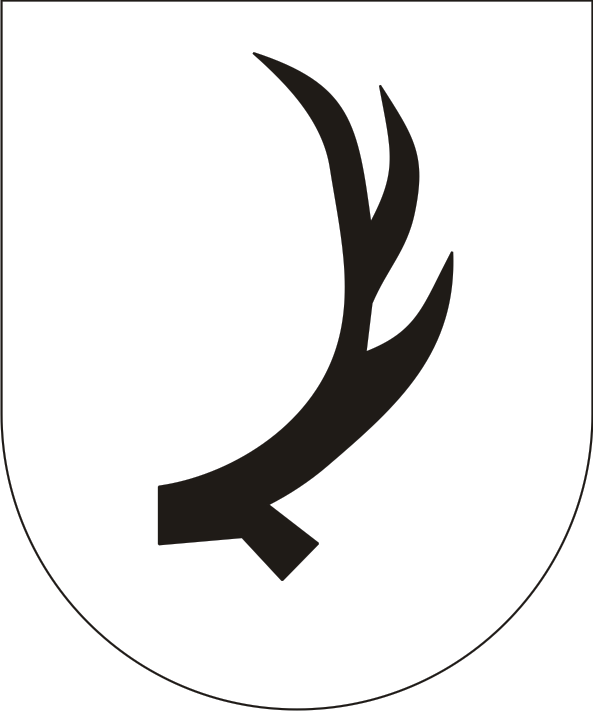
Graafschap Blankenburg
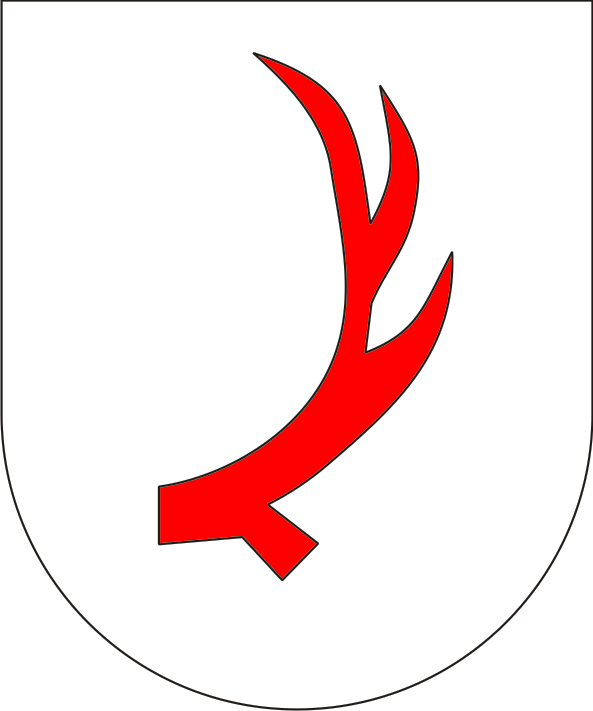
Graafschap Regenstein
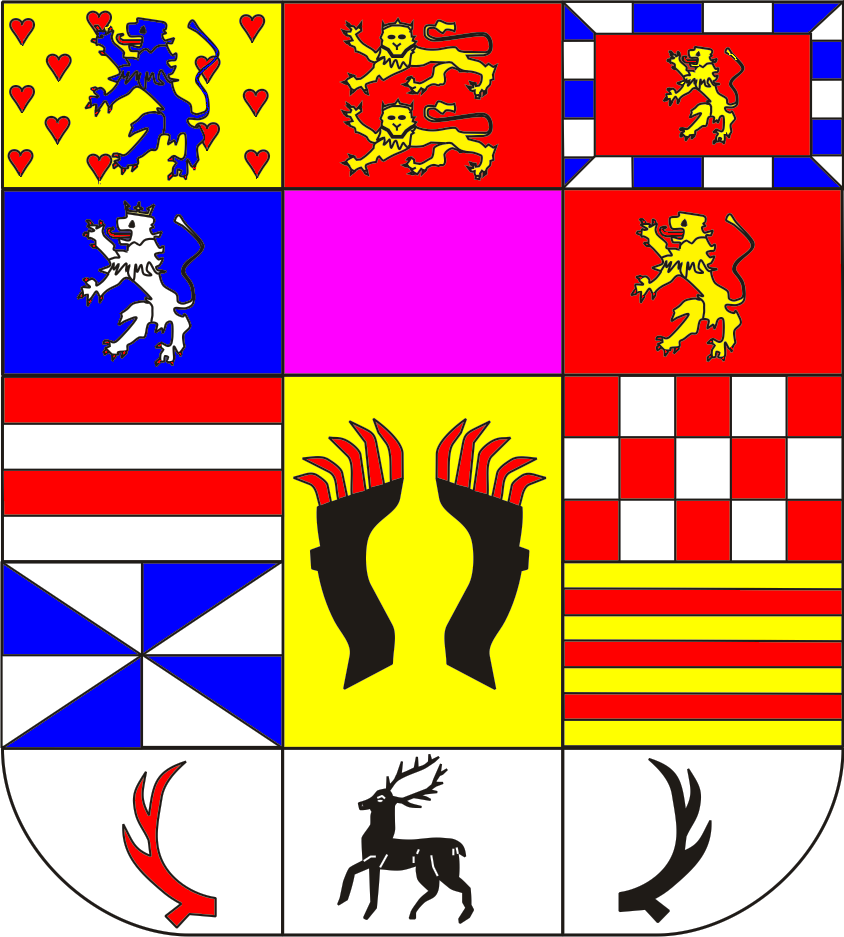
Brunswijk-Wolfenbüttel (1599-1613)
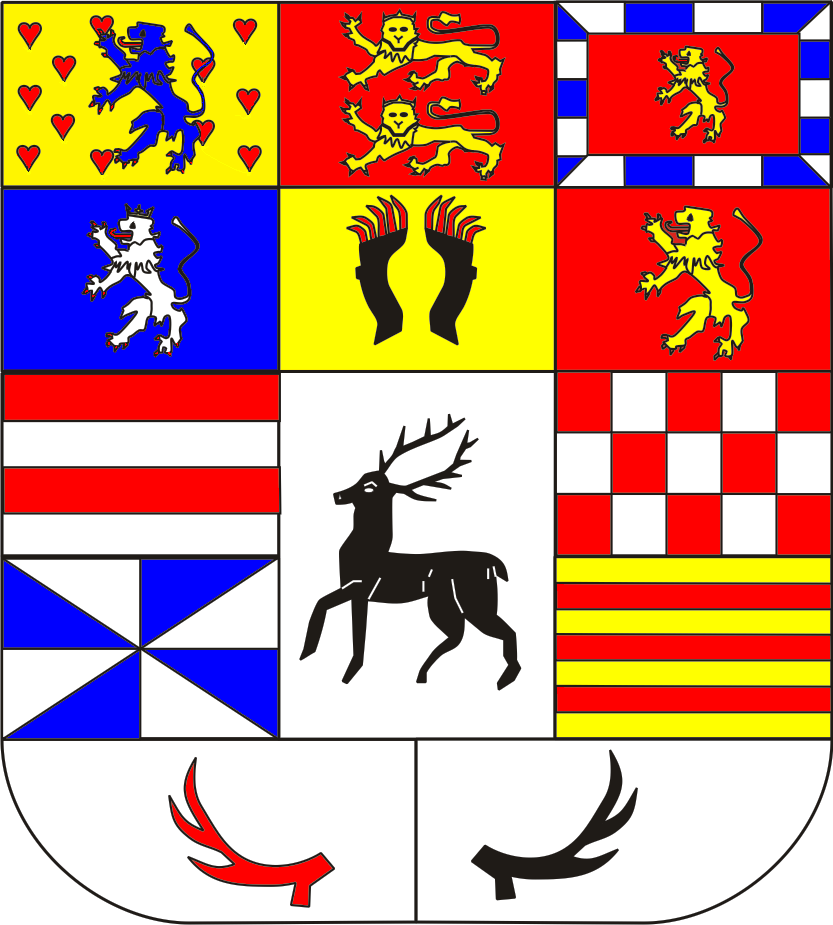
Brunswijk-Wolfenbüttel (1613-1634)

## Verwerving van het graafschap Diepholz
In 1585 stierven met Frederik II de heren van Diepholz uit. Het later graafschap genoemde gebied viel aan hertog Willem van Brunswijk-Celle, de stichter van de nieuwere tak Lüneburg. Zijn broer Hendrik van Brunswijk-Dannenberg was de tichter van de nieuwere tak Brunswijk. Zij namen beiden het wapen van Diepholz op in hun wapen.

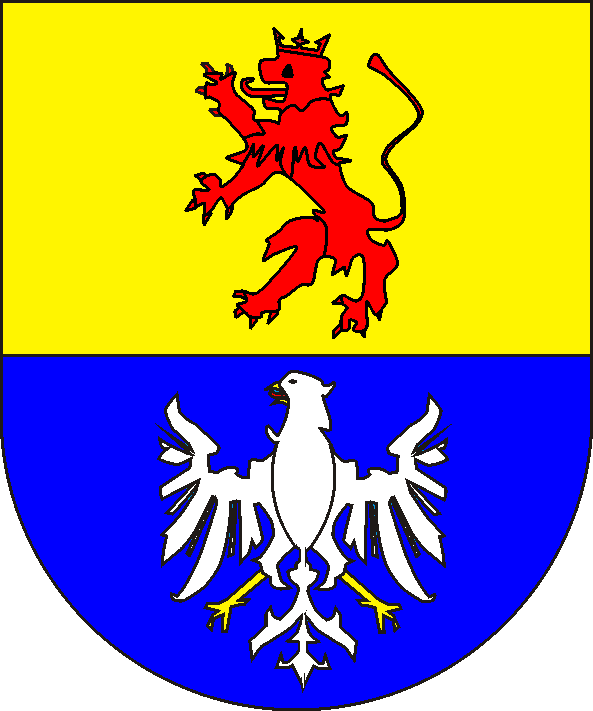
Graafschap Diepholz
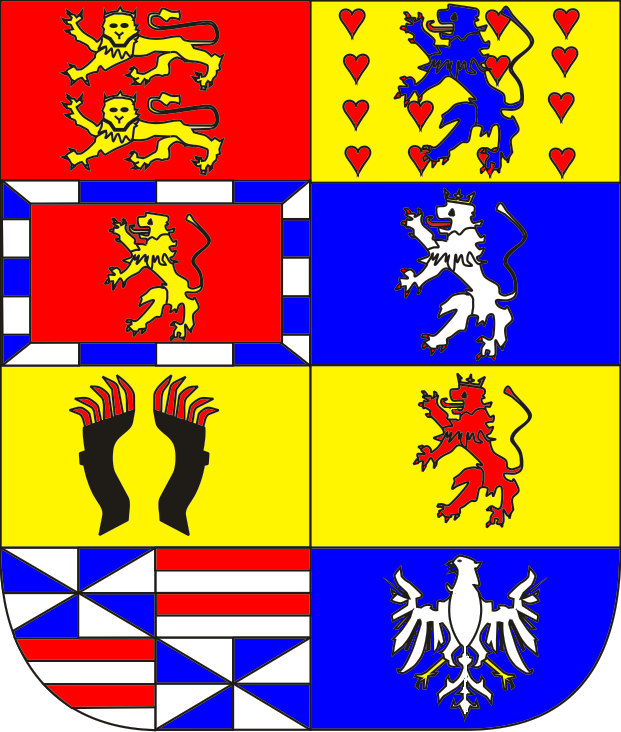
Brunswijk-Dannenberg (1585)

## Hertogdom Brunswijk (1635-1918)
Na het uitsterven van de middelste tak Brunswijk in 1634, kwam een deel van het gebied aan de tak Brunswijk-Dannenberg uit het middelste huis Lüneburg. Het wapen van 1634 zou tot 1912 gevoerd worden. Inmiddels was het jongere huis Brunswijk in 1884 uitgestorven en was er een regentschap tot 1913. In 1912 werd het wapen iets aangepast. Na de revolutie van 1918 werd er in 1922 een wapen ingevoerd, dat sterk overeenkwam met dat van Neder-Saksen.

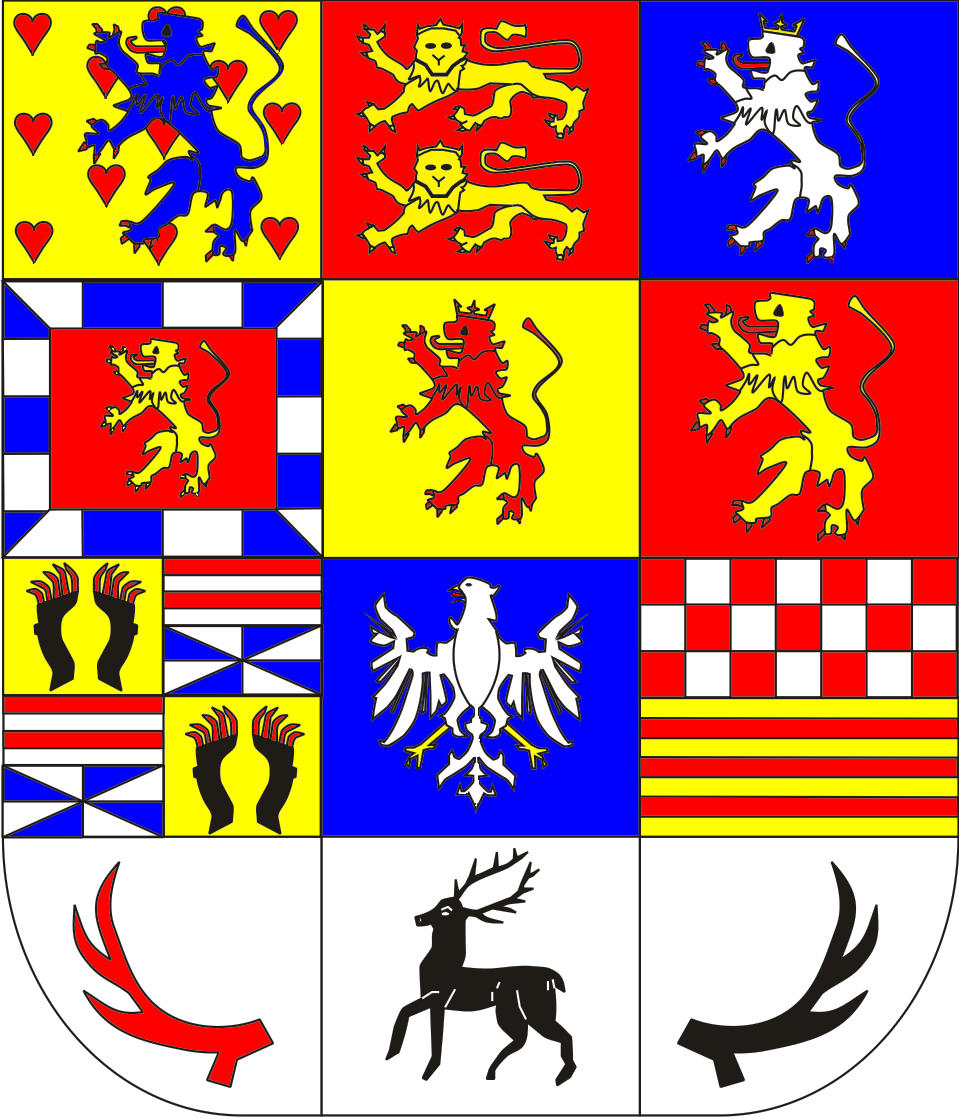
Brunswijk (1634-1912)
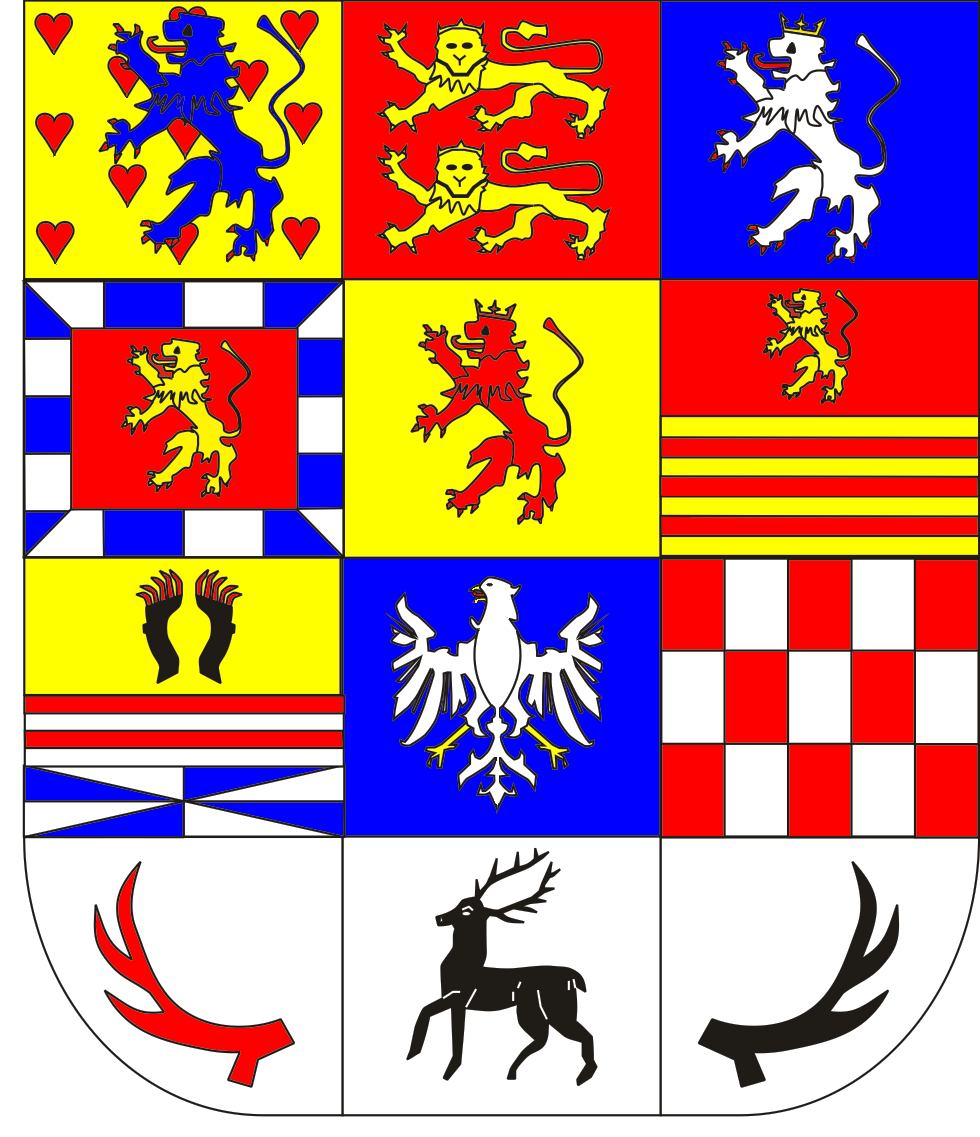
Brunswijk (1912-1918)
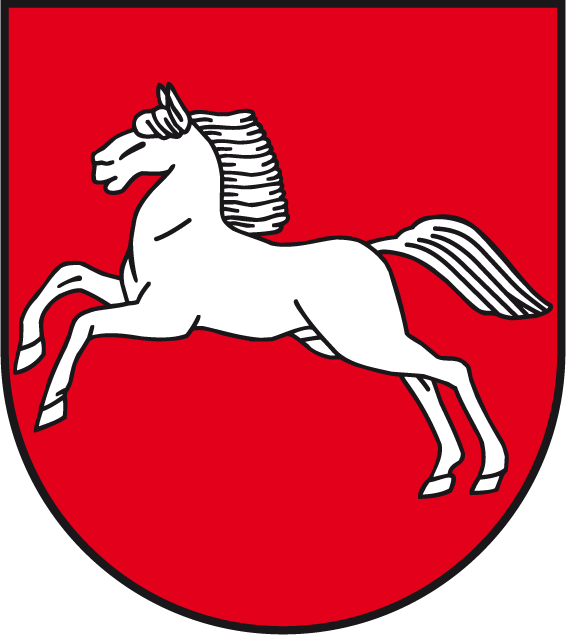
Vrijstaat Brunswijk (1922-1946)

## Keurvorstendom en koninkrijk Hannover
De hertogen van Brunswijk-Lüneburg gingen rond 1700 een kroon boven hun wapen voeren in plaats van de tot dan toe gebruikelijke helmen. Om het populaire als helmteken voorkomende springende paard te behouden, werd er een schild toegevoegd met het springende paard. Het schild werd ook als symbool gezien voor het hertogdom Saksen. De hertog uit de tak Calenberg werd in 1692 tot keruvorst verheven. In 1710 werd daaraan verbonden het aartsambt van rijksschatmeester. De tweede keurvorst werd als Georg I in 1714 koning van Groot-Brittannië. Het wapen van Hannover werd toen sterk vereenvoudigd om het te kunnen combineren met het Britse wapen. Na de inlijving van het koninkrijk Hannover in 1866 bij Pruisen werd het wapen van de Pruisische provincie het wapen met het springende paard.

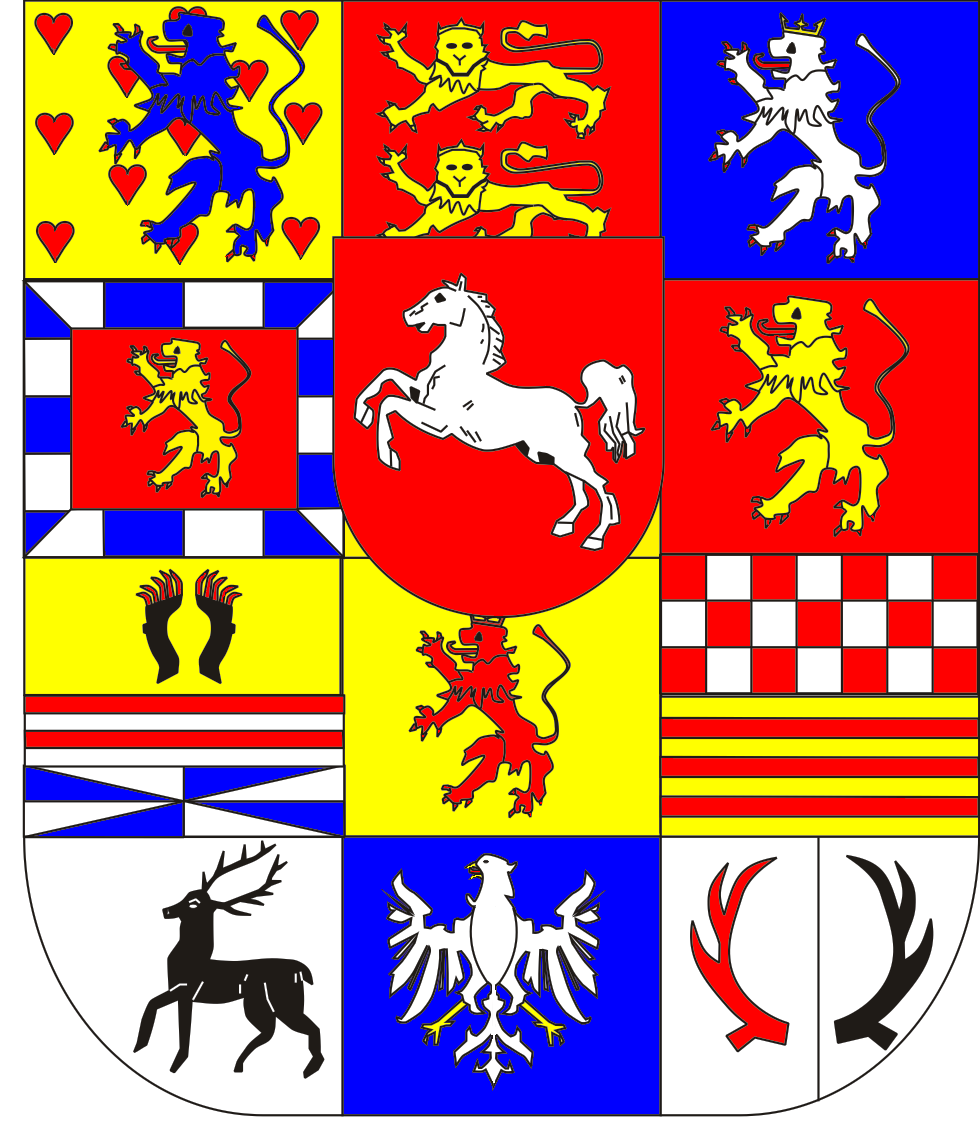
Brunswijk-Lüneburg
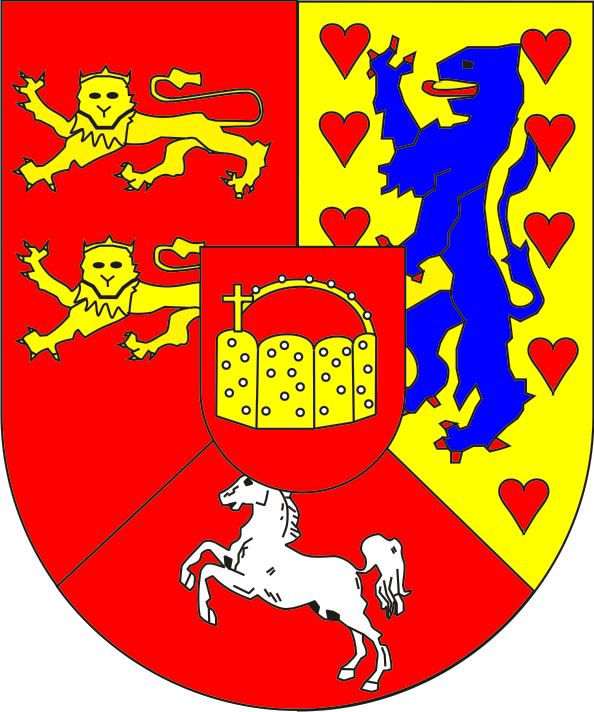
Keurvorstendom Hannover
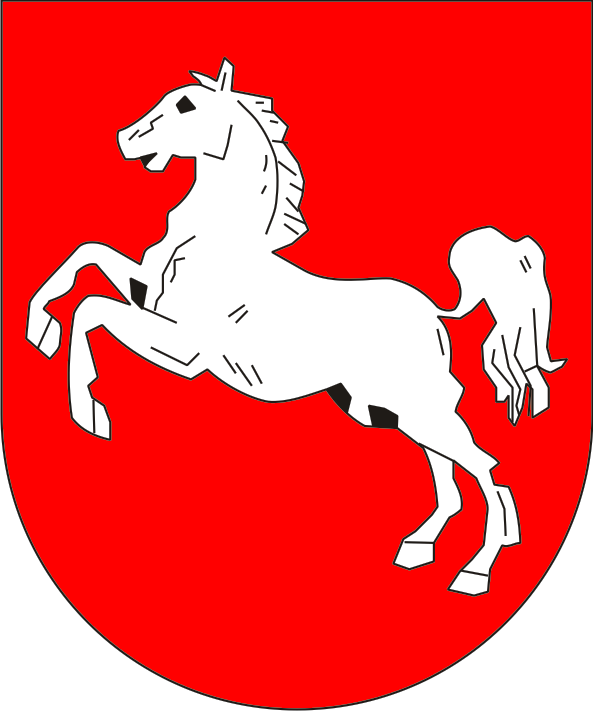
Saksen
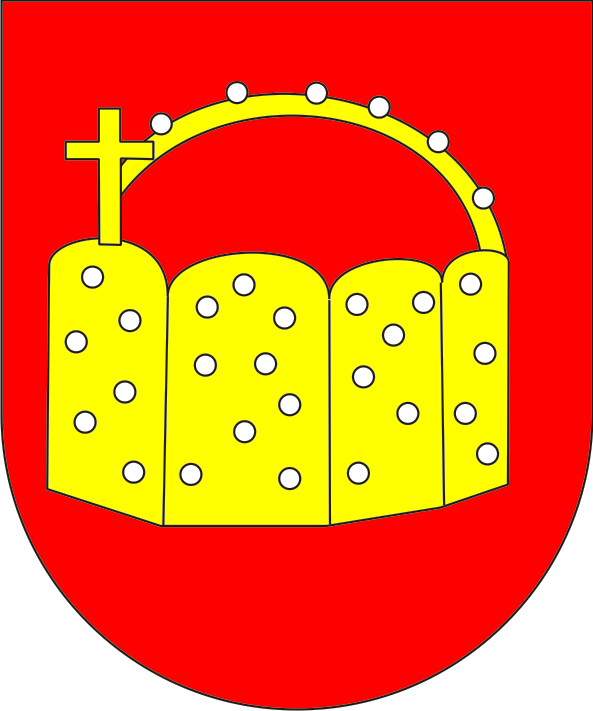
Aartsschatmeester